# Mount Howard (British Columbia)
Der Mount Howard ist ein 2551 m hoher Berg mit einer Schartenhöhe von 151 m in der kanadischen Provinz British Columbia, im Squamish-Lillooet Regional District.

## Geographie
Der Mount Howard liegt in den Coast Mountains. Er ist Teil der Joffre Group, eines Teils der Lillooet Ranges. Der Mount Howard liegt 27 km östlich von Pemberton und unmittelbar südöstlich des Mount Matier (2783 m), des nächsthöheren Berges. Die Abflüsse der Niederschläge am Berg fließen in den Twin One Creek und anschließend in den Lillooet Lake, der zum Einzugsgebiet des Lillooet River gehört. Der Mount Howard ist eher für seinen steilen Anstieg aus dem lokalen Terrain als für seine absolute Höhe bemerkenswert. Das Relief ist sehr bewegt, denn der Gipfel erhebt sich 1650 m über den 4 km entfernten Twin One Creek.
| Mount Matier                    | Joffre Peak    | Vantage Peak                      |
| Hartzell Glacier Mount Hartzell |                | Mount Duke                        |
| Duffey Peak Twin Goat Mountain  | Twin One Creek | Twin One Lake Snowspider Mountain |

## Geschichte
Der Berg wurde nach John Howard (1944–1978) benannt, einem begeisterten Bergsteiger und Gründers eines Bergführungs-Dienstes, der das Gebiet der Joffre Group für andere Kletterer erschloss. Er kam bei einem Kletterunfall nahe dem Columbia Icefield um, als er am 23. Februar 1978 in eine Gletscherspalte nahe der Spitze des Athabasca Glacier stürzte. Das Toponym des Berges wurde am 11. Juni 1979 vom Geographical Names Board of Canada offiziell anerkannt.

## Klima
In Bezug auf die Klimaklassifikation nach Köppen und Geiger herrscht am Gipfel des Mount Howard ein subarktisches Klima. Die meisten Wetterfronten stammen vom Pazifik und bewegen sich ostwärts auf die Coast Mountains zu, wo sie durch die Berge zum  Aufsteigen (Windstau) gezwungen werden, was wiederum dazu führt, dass die enthaltene Feuchtigkeit in Form von Regen oder Schnee abgegeben wird. Im Ergebnis führt das zu hohen Niederschlägen in den Coast Mountains, insbesondere zu starken Schneefällen im Winter. Die Temperaturen können unter −20 °C fallen, unter Berücksichtigung von Windchill-Einfluss unter −30 °C. Dieses Klima nährt den Twin One Glacier am Nordhang des Berges. Die Monate Juli bis September bieten die besten Wetterbedingungen für einen Aufstieg.

## Galerie

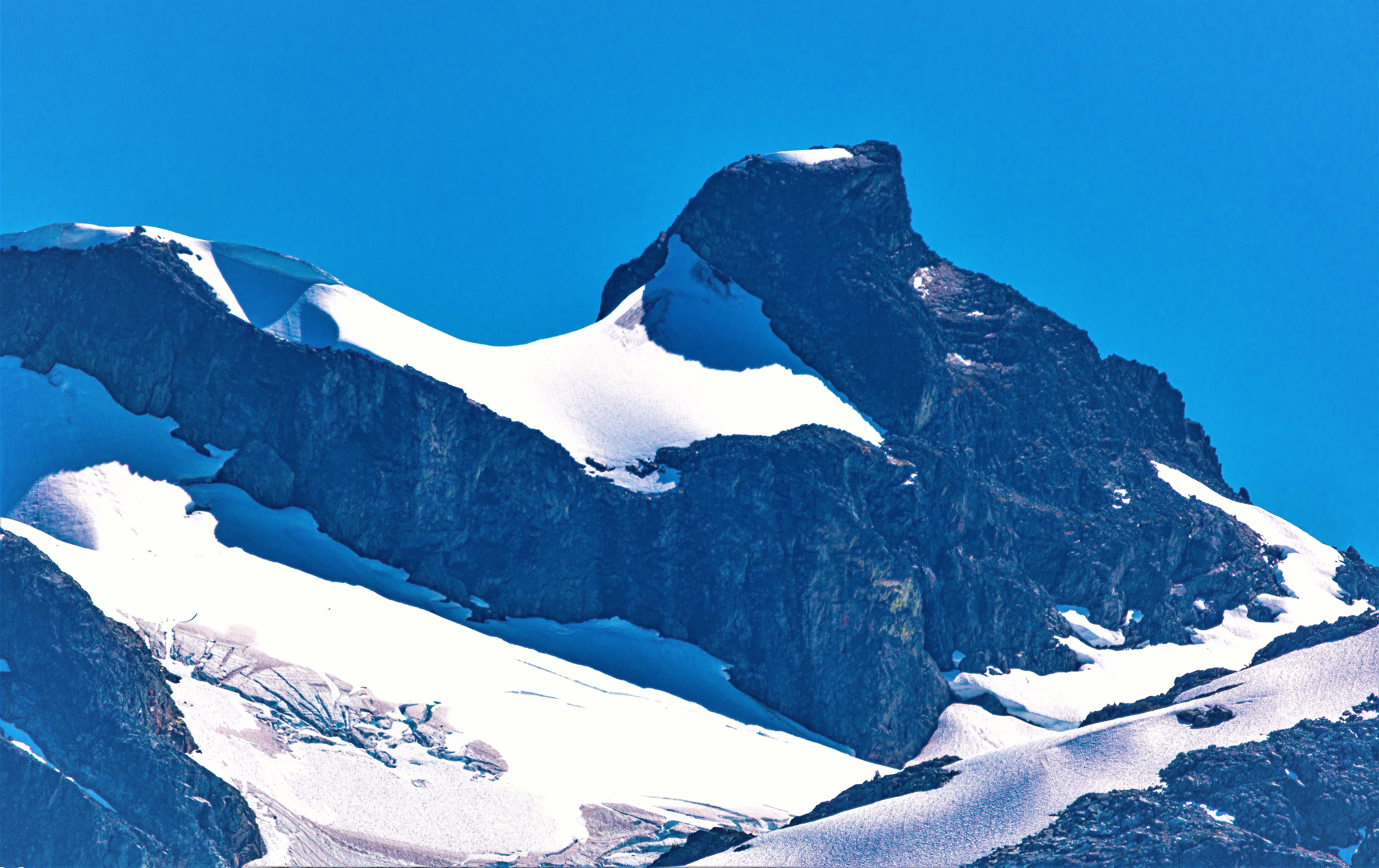
Nordansicht
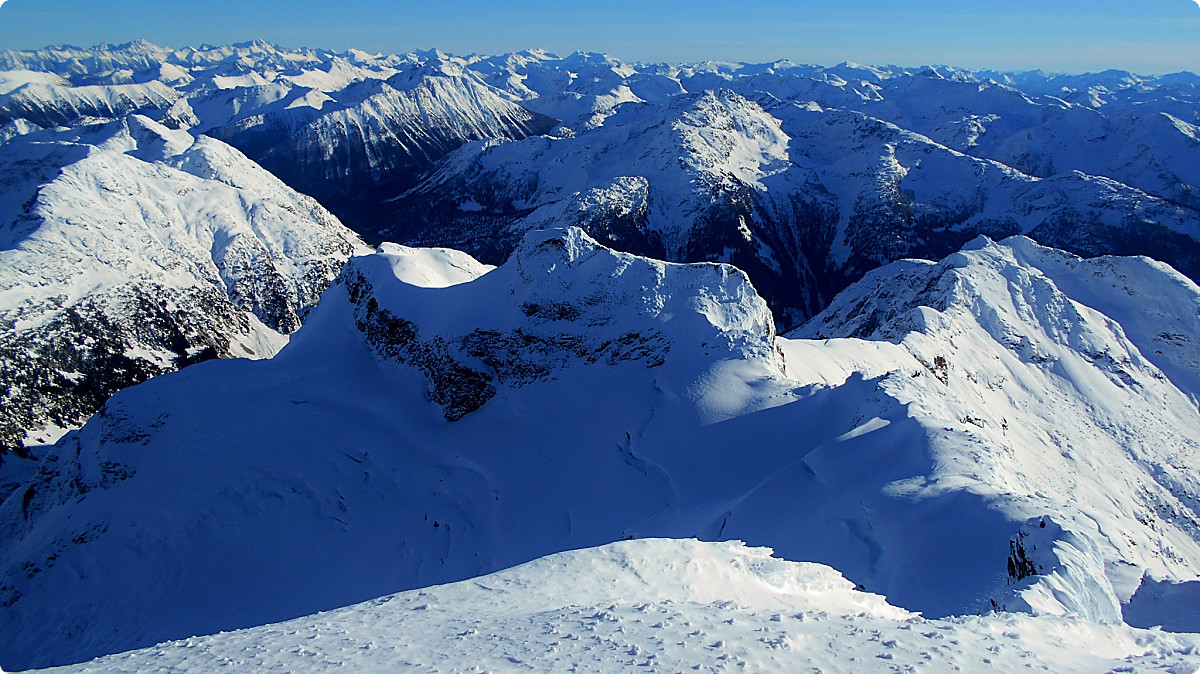
Mount Howard (Mitte) vom Mount Matier aus
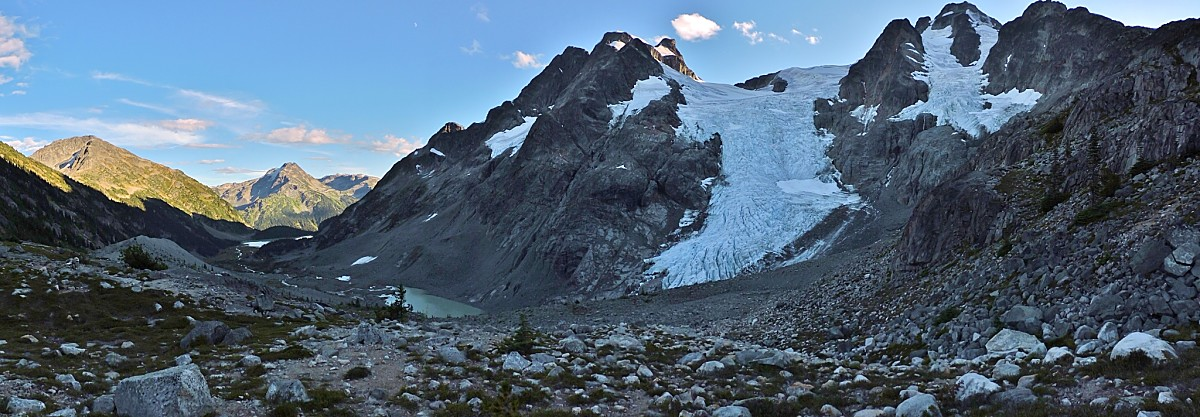
Nordostansicht des Mount Howard (Mitte) und des Twin One Glacier; Mount Matier oben rechts
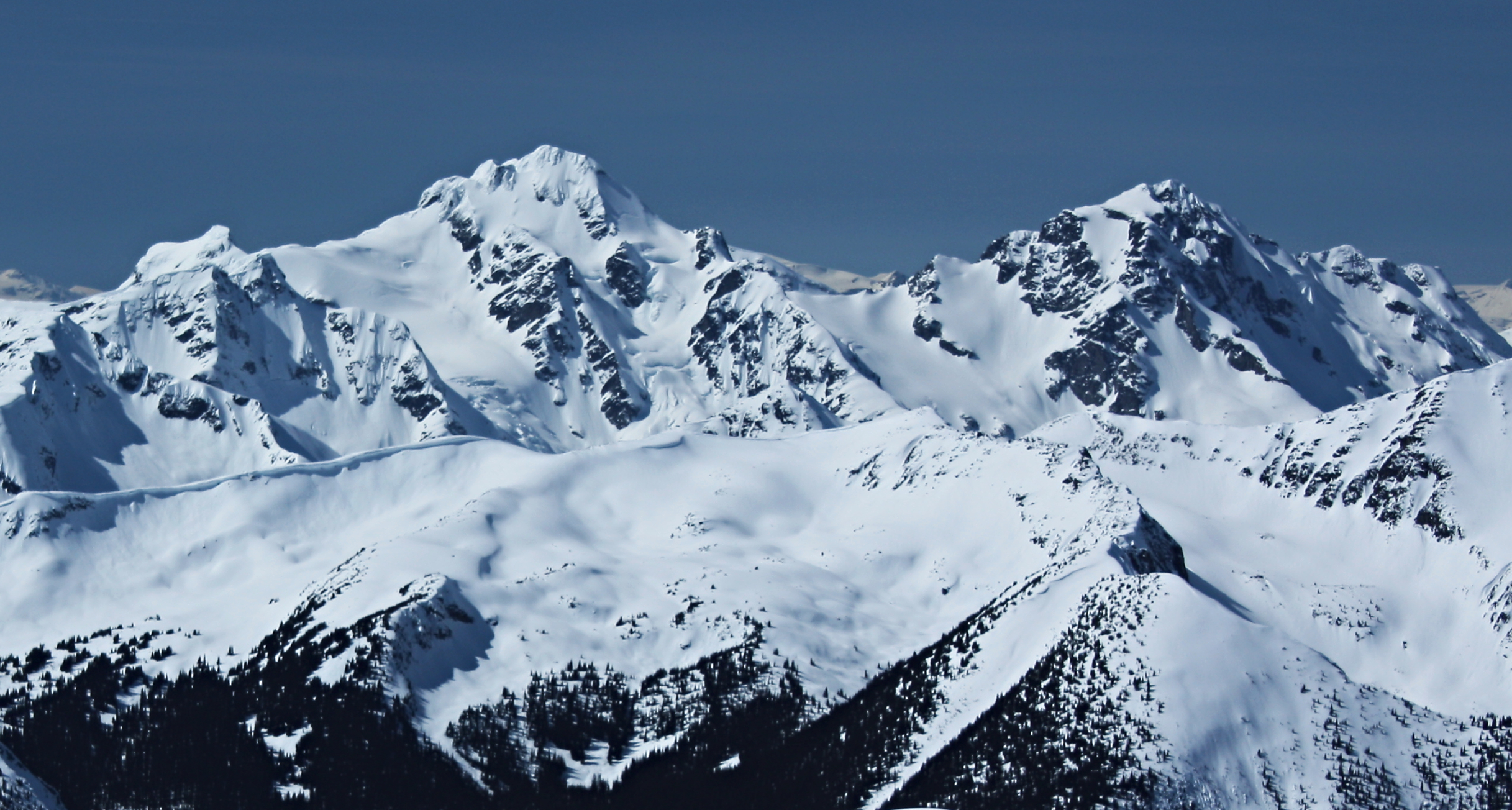
Blick nach Westen; die beiden Hauptgipfel sind Mt. Matier (links) und Joffre Peak (rechts). Mount Howard ist links von Mount Matier.